# ケンタロウ
ケンタロウ（本名：小林 健太郎（こばやし けんたろう）、1972年10月3日 - ）は料理研究家・イラストレーター。また、スカンク兄弟のメンバー。小林ケンタロウの名義も用いている。
東京都出身。母は料理研究家の小林カツ代。

## 来歴・人物
武蔵野美術大学短期大学部生活デザイン学科中退。その後セツ・モードセミナーに学ぶ。
大学在学中からイラストレーターとして活躍。プレイステーション用ゲーム『バーガーバーガー』にも料理監修・キャラクターデザイナーとして開発に携わり、ゲーム中にもキャラクターとして登場している。
大学中退後、イラストの仕事が無くなって悩んでいた時に、母の事務所での様子を垣間見たことから母の元で修行し、後に料理研究家として独立、料理誌や若者誌などでレシピを連載するようになる。NHK『きょうの料理』、TBS『はなまるマーケット』、テレビ朝日『ワイド!スクランブル』等のテレビ番組に出演。TBSラジオ『小島慶子 キラ☆キラ』内で『ケンタロウのおいしいラジオ』のパーソナリティも務める。2003年にはBEAMSとの共同企画（UBC）で、料理教室、台所用品、服の企画・制作に参加している。2004年には『ケンタロウの食べたかったポテトチップス』を企画・販売。現在、携帯公式サイト『ケンタロウHOUSE』でレシピを公開している。コンビニエンスストア・ポプラの弁当など、販売食品のプロデュースも数多く手がけている。自身は無類のカレー好きで「毎日食べても飽きない」との事。母の事は（メディアなどで）「カツ代」と名前で呼ぶ事が多い。
『きょうの料理』司会の後藤繁榮アナウンサーはケンタロウの人気の理由について、「簡単でおいしく現実的、それにプラスしてイマドキのライフスタイルが見え隠れするところに魅力があるように思います」と著書に記している。
2005年6月から2012年3月末まで中日新聞「生活コラム」に毎週土曜日「ケンタロウの快食レシピ」を月ごとにテーマを決めて連載していた。ケンタロウの描くカット入りの「うまい話」も同時掲載。
SANKEI EXPRESSでは、2008年から毎週木曜日に「ケンタロウのひと皿勝負」を連載。
2008年4月から、テレビ東京にて毎週日曜日に『太一×ケンタロウ 男子ごはん』に出演。2010年にフードスタイリストの大谷マキと結婚。

### 事故と後遺症
2012年2月4日深夜、オートバイを運転中、東京都新宿区南元町の首都高外苑出口のカーブを曲がりきれずに6メートルの高さより落下。頭部骨折などの重傷を負う。
同年6月28日、テレビ東京は『男子ごはん』について所属事務所から「治療に専念したい」と番組降板の申し出があったことを明らかにした。
同年8月21日に発売された雑誌『女性自身』に、高次脳機能障害で寝たきりの状態で、両手足に麻痺、言語障害や記憶障害が出ていることが報じられた。
2013年2月5日に発売された雑誌『女性自身』に、リハビリの成果で少し体を動かすことが出来るようになり、人の手を借りて口から流動食を食べられるまでに回復したことが報じられた。
2014年6月に退院し、自宅療養を行う。
2018年4月22日放送の『男子ごはん』10周年スペシャルに手紙を寄せる。

## 著作・レシピ集
- 『ウハウハコンビニまともな食事』（立風書房、1995年3月、小林カツ代との共著）
- 『ケンタロウのはじめてつくるおとこの料理』（朝日新聞出版、1996年4月）
- 『ごくらくの食卓』（主婦と生活社、1996年9月）
- 『ドーンと元気弁当』（文化出版局、1998年5月、小林カツ代による端書き寄稿あり）※
- 『ケンタロウの簡単料理 これ、うまいね』（オレンジページ、1998年8月）
- 『ドカンと、うまいつまみ』（文化出版局、1999年2月）※
- 『おいしいフライパン』（ぶんか社、1999年3月、小林カツ代との共著）
- 『ケンタロウのめし・汁・おかず』（主婦の友社、1999年3月）
- 『ケンタロウのコンビニ素材でかんたんクッキング』（角川書店、1999年4月）
- 『ケンタロウの和食・ムズカシイことぬき!』（講談社、2000年3月）
- 『ケンタロウごはん』（主婦の友社、2000年6月）
- 『カツ代流しあわせごはんケンタロウ流ウマイめし』（講談社、2000年9月、小林カツ代との共著）
- 『バーンと、うれしいおやつ』（文化出版局、2000年10月）※
- 『ケンタロウのフライパンひとつでうれしい一週間』（講談社、2000年10月）
- 『ケンタロウのにんにくとうがらし』（世界文化社、2000年10月）
- 『ケンタロウのハワイが好きのんびりしあわせ一皿レシピ』（講談社、2000年11月）
- 『ケンタロウのおかずの王様』（主婦の友社、2000年11月）
- 『ケンタロウ直伝彼と彼女の楽しみごはん』（集英社、2001年2月）
- 『大っきいおかずちっちゃいおかず』（講談社、2001年3月）
- 『KENTARO料理パラダイス Number1 ケンタロウを食べよっとの巻』（主婦の友社、2001年4月）
- 『KENTARO料理パラダイス Number2 おかずもおやつも欲ばりの巻』（主婦の友社、2001年8月）
- 『ケンタロウの韓国食堂』（文化出版局、2001年7月）
- 『@k ケンタロウ+キッチンでおいしい生活』（ソニー・マガジンズ、2001年7月）
- 『ケンタロウの大好きレシピ101』（主婦の友社、2001年7月）
- 『ケンタロウのすぐごはん』（ヴィレッジブックス、2002年3月）
- 『ケンタロウの野菜がうまいッ!』（学習研究社、2002年3月）
- 『ケンタロウのうまいっ!おかず』（主婦の友社、2002年4月）
- 『ケンタロウのいえ中華』（講談社、2002年5月）
- 『とびっきりの、どんぶり』（文化出版局、2002年6月）※
- 『カツ代流ほのぼのおかずケンタロウ流思いっきりメシ』（講談社、2002年6月、小林カツ代との共著）
- 『ケンタロウの基本のウチめし』（オレンジページ、2002年6月）
- 『ケンタロウ鍋』（家の光協会、2002年11月）
- 『野菜ばっかり』（文化出版局、2003年6月）※
- 『決定版ケンタロウ絶品!おかず』（主婦の友社、2003年10月）
- 『ケンタロウのこれでよし!』（幻冬舎、2003年10月）
- 『ケンタロウ「魚!」ムズカシイことぬき!』（講談社、2003年11月）
- 『ふたりのハッピーメニュー』（講談社、2003年12月）
- 『ケンタロウちょっといいもの、うまいもの』（SSコミュニケーションズ、2004年2月）
- 『ケンタロウのごはんがうまいこの一品』（集英社、2004年3月）
- 『ケンタロウの「おいしい毎日」』（講談社、2004年3月）
- 『ケンタロウ式シンプルクッキングフライパンだけ!なべだけ!』（角川書店、2004年3月）
- 『ケンタロウの121レシピなんでもありッ!』（学習研究社、2004年4月）
- 『ケンタロウこんだてごはんとおかず「あれ・コレ・それ」』（講談社、2004年6月）
- 『うれしい煮もの』（文化出版局、2004年10月）※
- 『ケンタロウの探検!うまいもの』（青春出版社、2005年2月）
- 『ケンタロウんちの食卓』（講談社、2005年4月）
- 『はじめてのキッチン』（文化出版局、2005年7月）※
- 『ケンタロウの島ごはん』（アスコム、2005年7月）
- 『ごはんのしあわせ』（ヴィレッジブックス、2006年1月）
- 『NHKきょうの料理シリーズ ケンタロウの10分ごはん』（NHK出版、2006年3月）
- 『ケンタロウと秘密の料理道具箱』（集英社、2006年7月）
- 『ケンタロウの日替り定食』（学習研究社、2006年8月）
- 『ケンタロウのいえごはん こどもも おとなも 好きなものばっか。』（講談社、2006年10月）
- 『ケンタロウのめん』（文化出版局、2006年10月）※
- 『ケンタロウのおいしいごはん基本のABC』（講談社、2007年5月）
- 『ケンタロウの元気ごはん』（オレンジページ、2007年5月）
- 『NHKきょうの料理シリーズ ケンタロウのひとりごはん』（NHK出版、2007年6月）
- 『つまみリスト』（文化出版局、2007年7月）※
- 『空想キッチン!』（メディアファクトリー、2008年1月、柳田理科雄との共著）
- 『ケンタロウのすごくシンプルなごはん』（学習研究社、2008年4月）
- 『元気な一汁一菜』（文化出版局、2008年6月）※
- 『NHKきょうの料理シリーズ ケンタロウの白いご飯に合うおかずだけ!』（NHK出版、2008年6月）
- 『小林カレー』（幻冬舎、2008年6月）
- 『晩ごはん、これ作ろう ケンタロウ100レシピ』（集英社、2008年10月）
- 『おもてなし』（文化出版局、2009年6月）※
- 『ケンタロウの早うま野菜レシピ』（ソニー・マガジンズ、2010年3月）
- 『ケンタロウのパパパ皿』（インフォレスト、2010年3月）
- 『ケンタロウ1003レシピ 永久保存版』（講談社、2010年4月）
- 『にんにく×とうがらし×ケンタロウ』（世界文化社、2010年5月）
- 『働きざかり、遊びざかりに元気弁当』（文化出版局、2010年6月）※
- 『ケンタロウの日の出食堂』（ベネッセコーポレーション、2011年2月）
- 『空想お料理読本2』（メディアファクトリー、2011年3月、柳田理科雄との共著）
- 『やっぱり肉が好き』（文化出版局、2011年9月）※
- 『ケンタロウのないならないで あったらあったで』（NHK出版、2011年11月）
- 『ケンタロウの洋食ムズカシイことぬき!』（講談社、2011年12月）

※=「小林ケンタロウ」名義の著書。

### DVD
- 『ケンタロウのうれしいごはん』（レシピブック付き2枚組DVD）（中録サービス、2006年6月）

### ゲームソフト
- 『バーガーバーガー』（ギャップス、1997年）